# Colegio de Contadores Públicos de México
El Colegio de Contadores Públicos de México es una organización gremial sin fines de lucro, afiliado al Instituto Mexicano de Contadores Públicos. Contribuye a profesionalizar de los contadores públicos y asesores negocios mediante capacitación continua y representación ante la sociedad y autoridades.

## Origen
El nacimiento del Colegio está vinculado con la formación de las escuelas y sus matrículas. Para 1949 existía ya una larga tradición de autorregulación y autoevaluación dentro de la contaduría, se trata de la primera profesión en adoptar estas prácticas en México.
Por otra parte, la promulgación de la Ley Reglamentaria en Materia de Profesiones para el Distrito y Territorio Federales (1945) que estableció la regulación, constitución y funcionamiento de los colegios de profesionales, generó controversia para el Instituto de Contadores Públicos Titulados de México (actualmente Instituto Mexicano de Contadores Públicos) creado algunos años antes, para representar al gremio en la Ciudad de México y, a su vez, conservar su carácter regulador a nivel nacional, que derivó en una escisión en dos grupos: quienes buscaban la representación local y autónoma fundaron, el 13 de junio de 1949, el Colegio de Contadores Públicos y Auditores; y quienes, con el amparo del ICPTM y su cobertura nacional, formaron, el 20 de junio de 1949, el Colegio de Contadores Públicos de México.
Gracias a la intermediación de los contadores Roberto Casas Alatriste, Rafael Mancera Ortiz, Alejandro Hernández de la Portilla, Luis Pastor y Manuel Zumaya, la polémica fue solucionada, los profesionales agrupados en el Colegio de Contadores Públicos y Auditores se incorporaron al Colegio de Contadores Públicos de México, generando una fusión el 23 de mayo de 1951.

## Presidentes del Colegio
El Colegio de Contadores Públicos de México está representado por un comité ejecutivo presidido por un destacado contador, cada uno en funciones durante un bienio.
- Rafael Mancera Ortiz, 1949-1952
- Sealtiel Alatriste Ábrego, 1952-1954
- Manuel Zumaya Ochoa, 1954-1956 y 1956-1958
- Manuel Resa García, 1958-1960
- Wilfrido Castillo Miranda, 1960-1962
- Rosendo Millán Torres, 1962-1964
- Wladimiro Galeazzi Mora, 1966-1968
- Alfonso Ochoa Ravizé, 1968-1970
- Federico Rioseco Gutiérrez, 1970-1972
- José Manuel Pintado Nieto, 1964 -1966
- Carlos Pérez del Toro, 1972-1974
- Mario Highland Gómez, 1974-1976
- Alberto Núñez Esteva, 1976-1978
- José Carlos Cardoso Castellanos, 1978-1980
- Luis Correa Quintero, 1980-1982
- Wilfrido Castillo Sánchez Mejorada, 1982-1984
- Javier de la Paz Mena, 1984-1986
- Rafael Lores Rodríguez, 1986-1988
- Enrique Arroyo Morales, 1988-1990
- Francisco Chevez Robelo, 1990-1992
- Antonio Carlos Gómez Espiñeira, 1992-1994
- Jorge Resa Monroy, 1994-1996
- Eduardo Ojeda López-Aguado, 1996-1998
- Joaquín Gómez Álvarez, 1998-2000
- Roberto Del Toro Rovira, 2000-2002
- Luis Gabriel Sienra Pérez, 2002-2004
- Manuel C. Gutiérrez García, 2004-2006
- Víctor Keller Kaplanska, 2006-2008
- Javier García Sabaté, 2008-2010
- Adolfo F. Alcocer Medinilla, 2010-2012
- José Besil Bardawil, 2012-2014
- Jorge Alberto Téllez Guillén, 2014-2016
- Rosa María Cruz Lesbros, 2016-2018
- Ubaldo Díaz Ibarra, 2018-2020
- Juan Carlos Bojorges Pérez, 2020-2022
- Juan Manuel Puebla Domínguez, 2022-2024

## Áreas de especialidad
El Colegio se compone por comisiones de trabajo, encargadas de generar y consolidar especialistas mediante la investigación, desarrollo y actualización sobre las áreas técnicas: fiscal, auditoría, seguridad social, contabilidad, finanzas, fintech, prevención de lavado de dinero, contribuciones locales, comercio exterior, contraloría financiera, apoyo al ejercicio independiente, contabilidad y auditoría gubernamental, entre otras. 

## Norma de Desarrollo Profesional Continuo
Es la actividad del conocimiento, sistematizada y permanente, que el contador público debe llevar a cabo para evidencias la actualización de sus conocimientos en el nivel que exige su responsabilidad profesional. Los integrantes del Colegio están sujetos a esta norma.

## Contador Público Certificado
Título que adquieren los contadores públicos titulados que demuestran tener los conocimientos, destrezas y habilidades necesarias para el ejercicio correcto de la profesión mediante la aprobación del examen uniforme de certificación.

## Junta de Honor
Para respaldar el desempeño profesional de los contadores públicos, esta instancia analiza y evalúa la actuación de los contadores públicos, recibe denuncias y establece sanciones para regular el bien actuar de la profesión contable. Mediante un Código de Ética, emitido por el Instituto Mexicano de Contadores Públicos se establecen las normas mínimas que deben observar los contadores públicos en el cumplimiento de su responsabilidad de servir al interés público.

## Desarrollo universitario
Sin importar la universidad de procedencia, el Colegio ofrece actividades para fomentar el aprendizaje de nuevas experiencias, complementar la formación académica y generar lazos, entre estudiantes, que les acompañen durante toda su trayectoria profesional.

### Comisiones técnicas universitarias
Grupos de desarrollo técnico en las áreas de aplicación de la contaduría pública.

### Comité de Integración de Contadores Universitarios
Grupo representado por estudiantes líderes en las universidades, quienes dan a conocer el nuevo panorama, visión y oportunidades de la contaduría pública y los negocios.

### Maratones del conocimiento
Competencias en las que los estudiantes demuestran el dominio de temas y solución de casos sobre: finanzas, costos, auditoría, fiscal, prevención de lavado de dinero, contabilidad, ética y SAT, para poner en alto el nombre de su universidad.

## Premios
El Colegio reconoce las aportaciones profesionales a través de los premios:

### Presea Rafael Mancera Ortiz
Máxima distinción que el Colegio de Contadores Públicos de México otorga anualmente a uno de sus socios, con trayectoria superior a 20 años, que haya ejercido labores en beneficio de la profesión contable, publicado libros o artículos de especialidad, cumplido con la norma de desarrollo profesional continuo y que disfrute de amplio reconocimiento e imagen de excelencia, entre otros atributos.

### Premio de Investigación Fiscal
Certamen bianual organizado por el Colegio de Contadores Públicos de México que reconoce trabajos de investigación en las áreas fiscales dentro del marco legal, estructura y políticas del entorno mexicano e internacional.

### Premio al Profesor Distinguido
Reconocimiento que el Colegio de Contadores Públicos de México otorga anualmente a un contador público con trayectoria docente destacada, que por sus méritos haya contribuido a mejorar y enaltecer la formación de la profesión contable.

## Labor filantrópica
Mediante El Rostro Humano de la Contaduría Pública, el colegio promueve la solidaridad y la participación voluntaria de los contadores públicos para que brinden apoyo económico a organizaciones de la sociedad civil que atienden a niños y adolescentes en situación de desventaja en la Ciudad de México y sus alrededores.

## Museo de la Contaduría Pública
Inaugurado en el año 2000, el Museo de la Contaduría Pública conjunta la historia de la profesión contable a través de una memoria gráfica extensa, Recibe, alberga y exhibe documentos valiosos  de los primeros contadores públicos de México y piezas de valor histórico como calculadoras, libros de cuentas, computadoras, publicaciones y pinturas.